# Rhobogdii
El rhobogdii o robogdii (grec Ῥοβόγδιοι) eren un poble cèltic que vivia a l'illa d'Irlanda (Ierne o Hibèrnia). Són esmentats per Claudi Ptolemeu que els situa a la regió de l'Ulster. El seu nom ha restat a la ciutat episcopal de Robogh a l'Ulster.